# Asplenium katzeri
Asplenium katzeri là một loài dương xỉ trong họ Aspleniaceae. Loài này được A.Braun mô tả khoa học đầu tiên năm 1861.
Danh pháp khoa học của loài này chưa được làm sáng tỏ. 